# 美川站
美川站（日语：／ Mikawa eki */?）是位於石川縣白山市美川中町，IR石川鐵道的IR石川鐵道線車站。
在車站啟用當時，車站位於前石川郡美川町，而車站名稱也是取自該位置。此站只有普通列車停靠。過往平日時段設有1班列車於此站折返往金澤方向。

## 車站構造
以水泥及鋼筋所建成的跨線站式站房，設有閘外通道和社區廣場。在跨站式站房建成以前，車站大樓位於車站北邊。
JR西日本時代為由小松站管理的業務委託車站，並委托JR西日本金澤MAINTEC負責車站業務。轉為IR石川鐵道管理後，改為無人站。
車站沒有無障礙設施，閘口與月台之間只有樓梯。

### 月台
設有側式月台和島式月台各1個。1號月台為「下行本線」，2號月台為「中線」，3號月台為「上行本線」。通常列車使用1、3號月台，2號月台主要讓待避特急或折返列車專用。
| 月台 | 路線          | 上下行 | 方向           | 備註              |
| ---- | ------------- | ------ | -------------- | ----------------- |
| 1    | ■IR石川鐵道線 | 下行   | 金澤方向       | 一部分使用2號月台 |
| 2、3 | ■IR石川鐵道線 | 上行   | 小松、福井方向 |                   |

## 歷史
- 1897年10月：開始建設第一代車站大樓[1]。
- 1898年4月1日：官設鐵道北陸線小松站至金澤站之間開業，此站啟用（一般車站）。
- 1909年10月12日：制定路線名稱，此站成為北陸本線車站。
- 1981年11月20日：終止貨物起卸業務，改為旅客車站。
- 1985年3月14日：終止行李起卸業務。
- 1987年4月1日：隨國鐵分割民營化，車站由西日本旅客鐵道（JR西日本）營運。
- 1994年5月：車站大樓開始重建工程[1]。
- 1995年：

- 3月15日：跨站式站房啟用（第二代車站大樓）。
- 6月4日：與車站鄰接的社區廣場和站前廣場落成。

- 2017年4月15日：此站可以使用ICOCA[3][4]。
- 2024年3月16日：隨北陸新幹線延伸至敦賀，車站改由IR石川鐵道營運。

## 使用狀況
根據「石川縣統計書」和「白山市統計書」，以下列出近年1日平均乘車人次：
| 年度   | 1日平均 乘車人次 |
| ------ | ---------------- |
| 1996年 | 1,141            |
| 1997年 | 1,084            |
| 1998年 | 1,079            |
| 1999年 | 1,066            |
| 2000年 | 1,023            |
| 2001年 | 1,026            |
| 2002年 | 966              |
| 2003年 | 958              |
| 2004年 | 928              |
| 2005年 | 890              |
| 2006年 | 856              |
| 2007年 | 832              |
| 2008年 | 849              |
| 2009年 | 816              |
| 2010年 | 810              |
| 2011年 | 812              |
| 2012年 | 793              |
| 2013年 | 807              |
| 2014年 | 795              |
| 2015年 | 840              |
| 2016年 | 860              |
| 2017年 | 893              |
| 2018年 | 913。            |
| 2019年 | 907              |
| 2020年 | 720              |
| 2021年 | 702              |
| 2022年 | 736              |

## 車站周邊

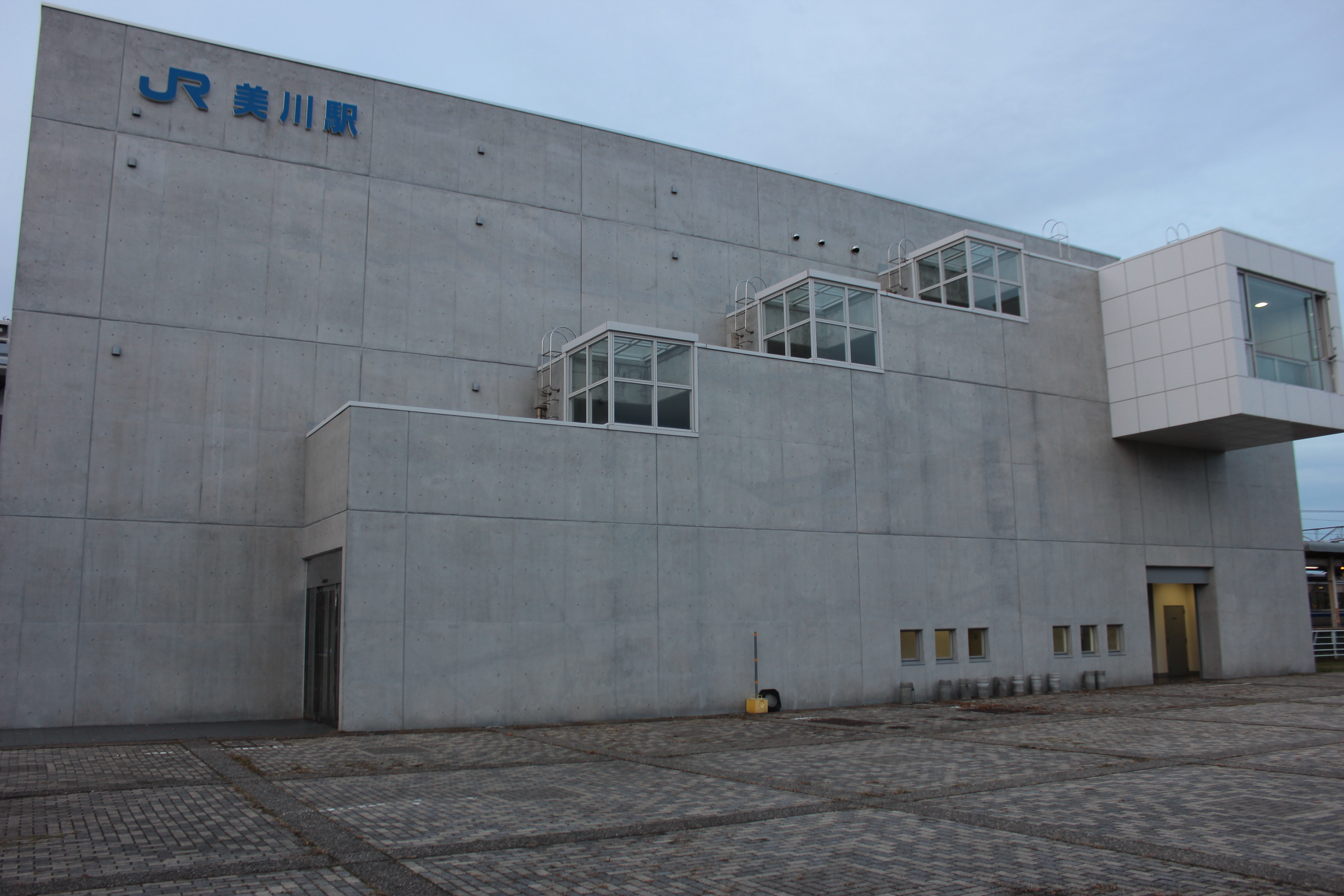
白山広場側

車站前方（北邊）出入口為日本海廣場，後方（南邊）出入口為白山廣場。北出口在1995年設置了由川崎清監修，高約12m的大型紀念碑，後來由於維護等問題而將其拆除。在2014年春天前，車站對出設有短時間停泊的停車場。
- 美川郵局
- 白山市立美川小學
- 白山市立美川中學（日语：白山市立美川中学校）
- 美川綜合體育中心（日语：美川総合スポーツセンター）
- 美川溫泉（日语：美川温泉）
- 手取川
- 石川根交流館
- 白山市政廳美川分所

## 相鄰車站
IR石川鐵道
■IR石川鐵道線
小舞子－美川－加賀笠間

## 註腳
1. 1 2 3 4 5  . 交通新聞 (交通新聞社). 1995-03-16: 1 （日语）.
2. ↑  . 交通新聞 (交通新聞社). 1995-06-08: 3 （日语）.
3. ↑   (PDF) (新闻稿). 西日本旅客鉄道／IRいしかわ鉄道／あいの風とやま鉄道. 2017-01-31  [2020-02-01]. （原始内容 (PDF)存档于2019-05-25） （日语）.
4. ↑   (PDF) (新闻稿). あいの風とやま鉄道. 2017-01-31  [2020-02-01]. （原始内容 (PDF)存档于2019-05-25） （日语）.
5. ↑  白山市統計書（令和元年）PDF
6. 1 2 3 4  令和5年度版 白山市統計書 9　運輸・通信
7. ↑  .   [2020-10-18]. （原始内容存档于2013-11-27）.北國新聞.2020年1月19日參閲。

## 外部連結
- 美川站 - IR石川鐵道 （页面存档备份，存于）（日語）